# 1844 v športu
1844 v športu.

## Konjske dirke
- Grand National - zmagovalec Discount, jahač John Crickmere

## Kriket
- Prva mednarodna tekma kriketa med moštvi Kanade in ZDA v New Yorku

## Lacrosse
- Montreal's Olympic Club organizira svoje moštvo za igranje proti moštvu avtohtonega prebivalstva

## Rojstva
- 18. julij – George Zettlein, ameriški igralec bejzbola
- 20. julij – John Sholto Douglas, 9. markez Queensberryja, pokrovitelj športa (boks, atletika, konjske dirke)